# Tsimafei Dzeinichenka
Tsimafei Dzeinichenka, también transliterado como Timofei Deinichenko –en bielorruso, Цімафей Дзейнічэнка; en ruso, Тимофей Дейниченко– (Hómel, 5 de noviembre de 1986), es un deportista bielorruso que compite en lucha grecorromana. Ganó una medalla de plata en el Campeonato Mundial de Lucha de 2010 y dos medallas en el Campeonato Europeo de Lucha, oro en 2011 y plata en 2010.
Participó en dos Juegos Olímpicos de Verano, en los años 2012 y 2016, ocupando el quinto lugar en Londres 2012, en la categoría de 96 kg.

## Palmarés internacional
| Campeonato Mundial | Campeonato Mundial  | Campeonato Mundial | Campeonato Mundial |
| Año                | Lugar               | Medalla            | Categoría          |
| ------------------ | ------------------- | ------------------ | ------------------ |
| 2010               | Moscú (Rusia)       | Medalla de plata   | 96 kg              |
| Campeonato Europeo |                     |                    |                    |
| Año                | Lugar               | Medalla            | Categoría          |
| 2010               | Bakú (Azerbaiyán)   | Medalla de plata   | 96 kg              |
| 2011               | Dortmund (Alemania) | Medalla de oro     | 96 kg              |